# جان فرانسوا ساغييه
جان فرانسوا ساغييه (بالفرنسية: Jean-François Séguier) (1703-1784) عالم آثار وعالم فلك وعالم نبات فرنسي من نيم.